# Sint-Mariakathedraal (Edinburgh, episcopaals)
De Sint-Mariakathedraal is een kathedraal van de Scottish Episcopal Church, behorend tot de Anglicaanse Gemeenschap, in Edinburgh. De kathedraal is de bisschopszetel van het bisdom Edinburgh. Edinburgh kent twee Sint-Mariakathedralen, er is ook een rooms-katholieke kathedraal met die naam.

## Geschiedenis
De kathedraal werd gebouwd in de tweede helft van de 19e eeuw in Edinburgh's New Town en ontworpen door Sir George Gilbert Scott. De eerste steen werd gelegd op 21 mei 1874. Op 25 januari 1879 kon het schip worden geopend. De torenspitsen van de kathedraal, bijgenaamd Barbara en Mary, werden gebouwd van 1913 tot en met 1917. Deze torenspitsen waren ontworpen door Charles Marriott Oldrid Scott, de kleinzoon van Sir George Scott.